# Arkimedes Arguelyes
Arkimedes Arguelyes Rodriges es un ciclista profesional ruso nacido el 9 de julio de 1988.
Debutó como profesional el año 2011 con el equipo ruso del ProTeam Katusha, tras haber estado un año en su equipo filial.

## Palmarés
2010
- 1 etapa del Gran Premio de Portugal

2013
- 3.º en el Campeonato de Rusia Perseución por Equipos (haciendo equipo con Sergey Shilov, Dmitriy Sokolov y Kiril Sveshnikov)

## Equipos
- Itera-Katusha (2010)
- Katusha (2011)
- RusVelo (2012)
- Lokosphinx (2013-2014)